# 单穗旱莠竹
单穗旱莠竹（学名：Ischnochloa monostachya）为禾本科旱莠竹属下的一个种。